# Julie White (Leichtathletin)
Julie White (Julie Margaret White; * 1. Juni 1960 in Bancroft, Ontario) ist eine ehemalige kanadische Hochspringerin und Fünf- bzw. Siebenkämpferin.
Bei den Olympischen Spielen 1976 in Montreal kam sie im Hochsprung auf den zehnten Platz.
1978 gewann sie bei den Commonwealth Games in Edmonton Bronze im Hochsprung und wurde Achte im Fünfkampf. Im Jahr darauf wurde sie bei den Panamerikanischen Spielen 1979 in San Juan Vierte im Hochsprung.
Bei den Commonwealth Games 1982 in Brisbane wurde sie Sechste im Siebenkampf und Zehnte im Hochsprung.
1976 wurde sie US-Hallenmeisterin im Hochsprung. Ihre persönliche Bestleistung in dieser Disziplin von 1,88 m stellte sie am 8. Juni 1979 in Etobicoke auf.